# Mistrovství Evropy v zápasu ve volném stylu 2004
Mistrovství Evropy v zápasu ve volném stylu mužů proběhl v Ankaře (Turecko) žen v Haparandě (Švédsko).

## Muži
| Kategorie | Zlato               | Stříbro                   | Bronz               |
| --------- | ------------------- | ------------------------- | ------------------- |
| 55 kg     | Martin Berberian    | Adam Batirov              | Ivan Dzhorev        |
| 60 kg     | Tevfik Odabaşı      | Alan Dudajev              | Vasyl Fedoryšyn     |
| 66 kg     | Machač Murtazalijev | Elbrus Tedejev            | Ömer Çubukçu        |
| 74 kg     | Ruslan Kokajev      | Murad Gajdarov            | Emzar Bedynejišvili |
| 84 kg     | Gökhan Yavaşer      | Revaz Mindorašvili        | Lázaros Loizidis    |
| 96 kg     | Chadžimurat Gacalov | Vadim Tasojev             | Rüstəm Ağayev       |
| 120 kg    | Aydın Polatçı       | Kuramagomed Kuramagomedov | Serhij Prjadun      |

## Ženy
| Kategorie | Zlato                  | Stříbro            | Bronz                 |
| --------- | ---------------------- | ------------------ | --------------------- |
| 48 kg     | Iryna Merleniová       | Brigitte Wagner    | Myrsini Koloni        |
| 51 kg     | Inesa Rebar            | Ida Hellström      | Alena Kareicha        |
| 55 kg     | Ida-Theres Nerellová   | Tetjana Lazarevová | Natalja Karamčakovová |
| 59 kg     | Helena Allandiová      | Sabrina Esposito   | Liubov Volosova       |
| 63 kg     | Aljona Kartašovová     | Stéphanie Groß     | Sara Eriksson         |
| 67 kg     | Kateryna Burmistrovová | Lise Legrand       | Svetlana Martinenko   |
| 72 kg     | Guiuzel Maniurova      | Svitlana Sayenko   | Anna Wawrzycka        |